# Habas
Habas – miejscowość i gmina we Francji, w regionie Nowa Akwitania, w departamencie Landy.
Według danych na rok 1990 gminę zamieszkiwało 1310 osób, a gęstość zaludnienia wynosiła 70 osób/km² (wśród 2290 gmin Akwitanii Habas plasuje się na 332. miejscu pod względem liczby ludności, natomiast pod względem powierzchni na miejscu 586.).